# Atrapa la Bandera
Atrapa la Bandera (prt: Conquista a Lua!; bra: No Mundo da Lua) é um filme espanhol dirigido por Enrique Gato e lançado em 2015.
A versão portuguesa de Conquista a Lua! (Capture the Flag) conta com as vozes de Paulo Pires, Joana Seixas, Pedro Fernandes, Lourenço Medeiros, Daniel Catalão, Lourenço Mimoso e Matilde Miguel.

## Enredo
Embora a Espanha seja o país de origem do filme, a história se passa nos Estados Unidos. Richard Carson III, um milionário ganancioso, quer colonizar a Lua. Para isso, ele precisa apagar todos os vestígios os feitos dos astronautas da Apollo XI para poder explorar o hélio-3, a energia limpa do futuro, em benefício próprio. Para impedi-lo, a presidenta dos Estados Unidos ordena que a NASA organize o quanto antes uma nova viagem à Lua, de forma a assegurar os feitos do passado e impedir a exploração comercial do satélite. Como não há tempo de construir uma nova nave espacial, a espaçonave Saturn V, de 40 anos atrás é reaproveitada. Como ninguém sabe operá-la, vários astronautas do passado são convocados a ajudar nesta nova empreitada. É a chance ideal para que Mike Goldwing, um garoto de apenas 12 anos, possa reaproximar seu pai, o atual astronauta Scott Goldwing, de seu avô, Frank, que abandonou a família após uma missão fracassada. Mike, seu avô e sua amiga Amy viajam até a Lua e impedem que Richard Carson avance em seu objetivo de colonizar a Lua. 